# Bedulu
Bedulu is een bestuurslaag in het regentschap Gianyar van de provincie Bali, Indonesië. Bedulu telt 10.299 inwoners (volkstelling 2010).